# Julijan Djupon
Julijan Ljudvigovič Djupon (rus. Юлиан Людвигович Дюпон; Odesa, 24. avgust 1871 — Niš, 28. februar 1935) bio je arhitekta i umetnik koji je pripadao prvoj generaciji ruskih arhitekata, emigranata koji su se nakon Oktobarske revolucije doselili u Niš i tu nastavili život i karijeru. Dao je veliki doprinos razvoju arhitekture Niša između dva svetska rata. Neki njegovi izvedeni projekti danas su spomenici kulture.

## Opšti podaci
Julijan Ljudvigovič Djupon, umetnik i arhitekta rođen je 24. avgusta, 1871. godine u Odesi u porodici engleskog državljanina Ludvika Ivanova Djupona i njegove ruske žene Agafi Naumovne. Međutim, po usmenim podacima dobijenim od potomaka Djuponov otac bio je francuski diplomata koji se oženio Ruskinjom plemićkog porekla.

## Školovanje
Od avgusta 1888, do maja 1894. obučavao se u Crtačkoj školi Odeskog društva lepih umetnosti u razredu za eksterijer Arhitektonskoh odseka (Рисовальнуя школа Одесского общества изящных искусств). Od 1894. do 1901. studirao je na Imperatorskoj umetničkoj akademiji u Petrogradu na odseku arhitekture.

## Izvedeni projekti u Odesi i okolini
1901. godine Djupon se vratio u Odesu gde je do 1906. godine, godine uspešno radio na dužnosti arhitekte u Institutu Blagorodne Device. U Odesi i u drugim gradovima sadašnje Ukrajine i moldavije, Djupon je projektovao i gradio za privatne investitore, ponekad u koautorstvu sa arhitektom V.M. Kabioljskim.
U tom periodu isprojektovao je i izgradio:
- Kuću i zgradu na Маnor imanju u Dnјеpropetrovskom reonu u Ukrajini
- Kuću Rišljakova u Kišnjevu
- Kuću Brežezovskog u Harkovu
- Vilu Ščelnukova u Harkovu
- Kuću Putjati u Harkovu
- višeporodični stambeni objekat za F. Maha u Odesi
- tri višespratna stambena objekta za N.C. Belikoviča u Odesi
- Kuću Ždanova na Ekatarinskom trgu u Odesi koja je na Pariskoj izložbi 1901. godine bila proglašena najlepšom arhitektonskom celinom u Evropi.[1]

## Izvedeni projekti u Rjazanju i okolini
- 1908. godine Djupon se seli u Rjazanj gde stupa u službu u Vojnoj stambenoj upravi.
- Tokom nekoliko godina bavio se razradom i izgradnjom kompleksa vojnog naselja za Bolhovski puk u Rjazanju.
- 1914. godine učestvovao je u završnim radovima na izgradnji hrama u čast Uskrsnuća Hristovog (čija je gradnja započeta 1906).
- Od 1914-1915. radio je na izgradnji zdanja Društvene banke Sergej Živago u Rjazanju, za koje je 1912. godine dobio nagradu na arhitektonskom konkursu.[3]

## Prilike koje su uticale na dolazak u Niš
Po izbijanju Oktobarske revolucije u Rusiji, Djupon doživljava veliku tragediju i ostaje bez porodice. Nije poznat put kojim je tokom bekstva stigao u Srbiju, pretpostavlja se preko Turske i Grčke, kao što nije poznata ni tačna godina. Aleksandar Kadijević pretpostavlja da je u u pitanju 1918.

## Život i rad u Nišu
Gotovo da se ništa ne zna o Djuponovom životu i radu u Nišu od 1918. do 1922. godine kada se ženi Darinkom Kostaćević sa kojom je 1923. godine dobio ćerku Svetlanu. Navodi se da je Djupon izvesno vreme radio u Tehničkom odeljenju u Opštini. U istorijskom arhivu grada Niša evidentirano je oko 30 njegovih projekata stambenih objekata i nekoliko javnih objekata. U Nišu, Djupon je najpre projektovao u stilu neoklasicizma, ali se u njegovim radovima primećuju i elementi klasicizma, renesanse, kao i stilizovani elementi vizantijskog stila. Nisu mu bili strani ni elementi moderne, kao ni okretanje funkcionalizmu. Sve ovo svedoči o njegovoj potrebi za pronalaženjem novog arhitektonskog jezika i izraza.
Julijan Djupon umro je 28. februara 1935. godine u Nišu. Sahranjen je na Starom groblju.

## Izvedeni projekti u Nišu

### Javni objekti
- Zgrada Englesko-srpskog doma (danas Dom srednjoškolske omladine), 1926.
- Spomenik na Čegru, 1927.
- Učiteljski dom, 1932.
- Rimokatolička župa, nadogradnja sprata, 1934.

### Stambeni objekti
- Kuća trgovca Milorada Vasića, ul. Obrenovićeva 38, 1927.
- Kuća industrijalca Josifa Apela, u ul. Gospodska 2 (danas Lole Ribara), 1932.
- Kuća Olbriha Adama, u ul. Jug Bogdanova 3, 1932.
- Kuća trgovca Đorđa Ćermila u ul. Mrnjavčevićeva (danas Drvarska 2), 1932.
- Kuća Petra i Dobrosava Mitića u ul. Momčilova (danas M. Veljkovića Špaje), 1932.
- Kuća Paše Mašovića u ul. Carice Mare (danas ul. Anete Andrejević), 1932.
- Kuća kafedžije Dragutina Marjanovića u ul. Novopazarska 23, 1932.
- Kuća dr. Mihajla Đorđevića u ul. Znepoljska 11, 1932.
- Kuća trgovca Davida Abenšoama u ul. G. M. Lešjanina 20, 1932.
- Kuća g-đa S. Olivenkove i N. Sapježko u ul. Beogradska 17, 1933.
- Kuća Branka St. Mitića, ul. Hreljina 44a, 1933.
- Kuća inženjera Ž. i S. Milosavljevića, u ul. Milentijeva 12a, 1933.
- Kuća industrijalca Nikole Cvetkovića u ul. Kap. Kostina 5, 1933.
- Kuća Radmile Tutunović u ul. Brijanova 5, (danas ul. Mačvanska), 1933.
- Kuća Trgovca Leon Hazana u ul. G.M. Lešjana 41, 1933.
- Kuća penzionera Osvalda Repića na Keju kralja Petra I, br 8.(danas M. Paligorića), 1933.
- Kuća livca Nikole Drezgića u ul. Kalenikova (danas Marije Bursać), 1934.
- Porodična kuća samog arhitekte Djupona u ul. Ljubićska 1, 1934.